# Seguenzioidea
Seguenzioidea is een superfamilie van zeeslakken binnen de clade van de Vetigastropoda. De superfamilie werd in 1884 beschreven door Verril.

## Taxonomie
De volgende familie zijn bij de superfamilie ingedeeld:
- Cataegidae McLean & Quinn, 1987
- Chilodontaidae  Wenz, 1938
- Choristellidae Bouchet & Warén, 1979
- Eucyclidae Koken, 1896
- † Eucycloscalidae Gründel, 2007
- Eudaroniidae Gründel, 2004
- † Eunemopsidae Bandel, 2010
- † Lanascalidae Bandel, 1992
- † Laubellidae Cox, 1960
- Pendromidae Warén, 1991
- † Pseudoturcicidae Bandel, 2010
- † Sabrinellidae Bandel, 2010
- Seguenziidae Verrill, 1884
- Trochaclididae Thiele, 1928